# Општина Валишоара (Хунедоара)
Валишоара (рум. Vălişoara) општина је у Румунији у округу Хунедоара.
Oпштина се налази на надморској висини од 435 m.